# Religione civile

L'Arc de Triomphe, al centro dellÉtoile, esempio di luogo di "culto civile" per la celebrazione della memoria collettiva.

In sociologia della religione e della politica, l'espressione religione civile si riferisce a quel processo culturale con cui, all'interno di una comunità, si crea e si elabora un patrimonio condiviso di pratiche rituali e tradizioni collettive, basate su valori, lessici, simboli, credenze ideologiche comuni, attraverso cui uno Stato, una nazione, un regime o un potere, costruisce e conferisce un'aura di sacralità alla propria sfera politica e nazionale (sacralizzazione della politica).
In italiano si usano anche, spesso come fossero sinonimi, le espressioni religione politica, pubblica, civica, laica, secolare, della repubblica, che esprimono significati e concetti affini.
Il concetto non va confuso con quello di religione di Stato, con cui si fa riferimento, invece, ad un preciso culto religioso, ad esempio quello cattolico o islamico, che goda di una posizione di particolare favore all'interno dell'ordinamento giuridico in un determinato Stato.

## Storia

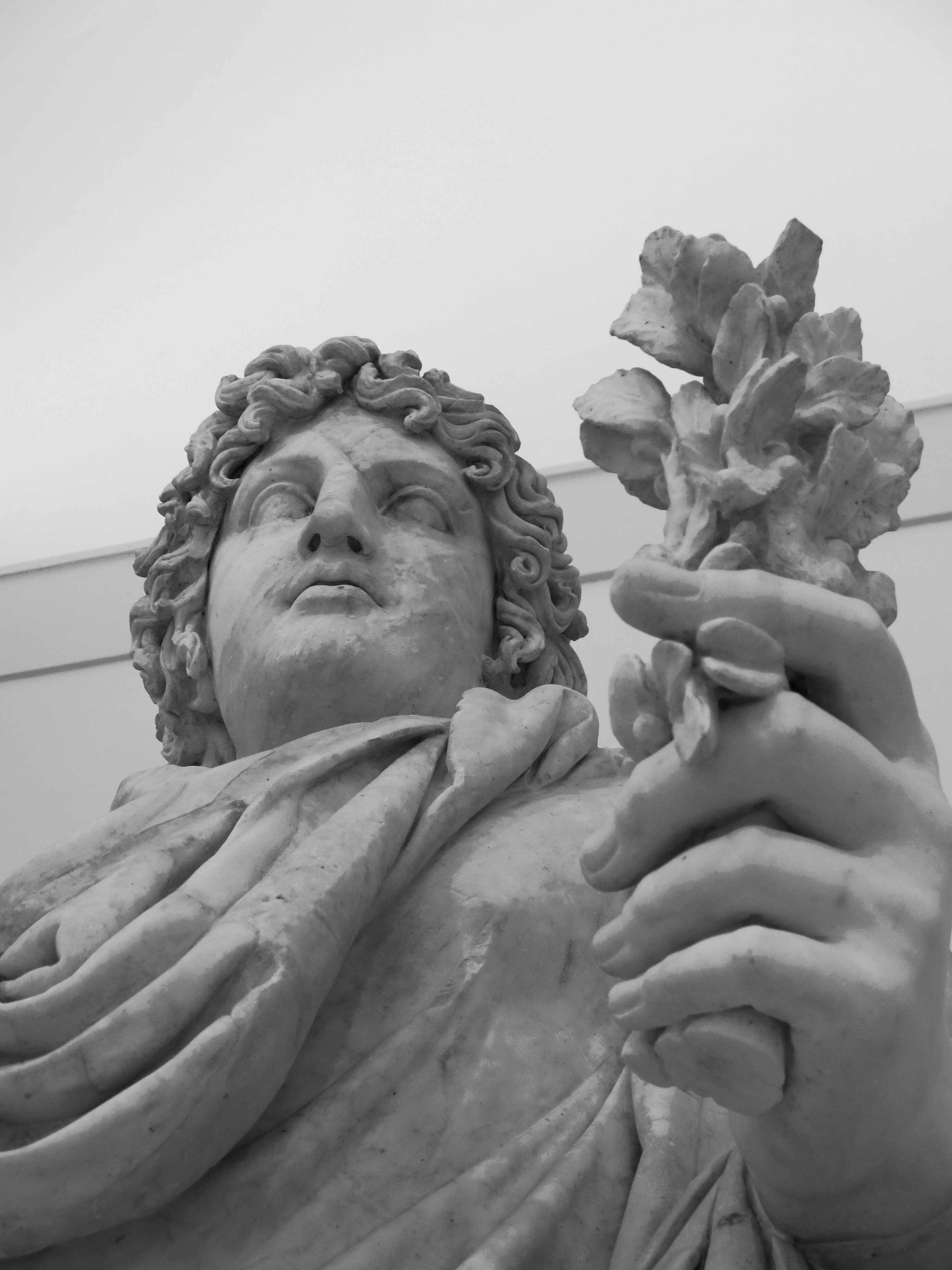
Scultura del Genius populi romani (Napoli, museo archeologico)

Si tratta di un complesso di pratiche e manifestazioni che anticamente possedevano un'aura "religiosa", perché pur rifacendosi a divinità o cosmogonie universali, queste avevano una ricaduta particolare nel senso propriamente «pagano» del termine (derivante da pagus, cioè «luogo»), che conduceva all'adorazione degli spiriti o genii locali della propria terra, talora impersonati dagli antenati.
Nel caso dell'evo antico, questo avveniva soprattutto per sacralizzare l'appartenenza alla civitas, come per la religione civile dei Romani, che venerava il Genius populi romani collettivo, oltre ai singoli spiriti Lari, Mani e Penati. Nell'età moderna, invece, le religioni civili hanno spesso trovato origine, e scopo, proprio nella volontà di affrancarsi dalla religione e di sostituirsi ad essa all'interno del processo di "secolarizzazione", esprimendo l'esigenza di ipostatizzare realtà più terrene.
Questo non impedisce che in tali manifestazioni confluiscano, con un ruolo importante, contenuti attinti dalla dimensione religiosa. Anzi, nella forma, il processo di creazione della religione civile integra cascami ed elementi stabili chiaramente mutuati dall'esperienza religiosa, riplasmati e adattati per assolvere a una nuova funzione sociale, che consiste nel rafforzare i vincoli tra gli appartenenti alla comunità, rinsaldare la coesione sociale, definire e rafforzare l'identità sociale e nazionale. È il caso della formulazione concettuale di «spirito del popolo» nell'ambito della storiografia e delle filosofie romantiche.

## Origine moderna del concetto
Il concetto si trova espresso, in maniera compiuta, in Jean-Jacques Rousseau: questi, nel Contratto sociale (1762), auspicava la necessità di elaborare una "religione civile" a cui fosse affidato il compito di educare alla cittadinanza, all'amor patrio, all'osservanza delle leggi. Il concetto nasceva in un contesto storico e culturale, quello dell'Illuminismo e delle rivoluzioni borghesi del XVIII secolo, in cui si avvertiva l'esigenza ideologica di "una nuova religione", un sistema di credenze e di valori condivisi a cui ancorare una nuova società "basata sul culto del bene comune". Una delle prime forme organizzate moderne furono il culto della Ragione e il culto dell'Essere Supremo durante la rivoluzione francese, specie durante il periodo giacobino in cui la Chiesa fu estromessa dalla vita pubblica.
Fu poi ripreso, con accezioni grosso modo analoghe, nel XIX secolo: "il tentativo di sottrarre la gestione della morte al monopolio della Chiesa cattolica e di elaborare una ritualità civile autonoma rappresentò un altro importante elemento del progetto politico-pedagogico del movimento repubblicano. Una delle prime idee di religione civile in Italia fu la venerazione laica delle tombe dei grandi uomini, proposta dal poeta Ugo Foscolo (ex giacobino e laico) nel carme Dei sepolcri. Il letterato sosteneva che le sepolture dei grandi, come quelle nella basilica di Santa Croce a Firenze, avessero la funzione politica di incitare "a egregie cose".
Nell'Ottocento risorgimentale italiano, "la progressiva presa di distanza dei patrioti [...] dal sistema dottrinario di Giuseppe Mazzini, intriso di un forte spiritualismo, comportò per molti esponenti delle correnti democratiche e radicali l’approdo a concezioni razionalistiche e positivistiche, che si materializzarono in un laicismo sempre più accentuato". Tuttavia, "la dimensione religiosa del mazzinianesimo servì semmai per recuperare forme di culto tradizionali e adattarle all’esigenza di creare nuove liturgie, alternative a quelle cattoliche", quali espressioni di "una nuova religione civile che offrisse un quadro di riferimento etico e spirituale ai profeti della Repubblica".
Nel XX secolo, gli studiosi se ne sono serviti come paradigma interpretativo di varie manifestazioni culturali della storia moderna e contemporanea, con particolare riferimento alle dinamiche dei totalitarismi novecenteschi.
Negli anni '60, il sociologo Robert Bellah, che era stato allievo di Talcott Parsons e seguace di Émile Durkheim, si servì del concetto per descrivere i tratti culturali salienti degli Stati Uniti, sistema in cui la coesione identitaria si rafforza per effetto di una religione civile nazionale condivisa.

## Fenomenologia storica
Esempi precoci di realtà storiche che avvertirono il bisogno di elaborare una "sacralizzazione" della sfera politica sono offerti dalla rivoluzione francese e dalla rivoluzione americana.

### Sacralizzazione della sfera pubblica nelle società secolarizzate
I fenomeni di elaborazione di "religioni secolari" partecipano ai processi storici di secolarizzazione e modernizzazione attraverso un particolare schema, in cui (seguendo Talcott Parsons e Robert Bellah) la presenza della religione nella società non viene affievolita e marginalizzata, bensì rafforzata dal fatto che la dimensione religiosa viene trasposta e istituzionalizzata in una diversa sfera, quella della morale laica e civile, con l'elaborazione culturale di prodotti che, nella modernità, assolvono a una funzione sociale equivalente a quella svolta nei secoli dalla religione.
Durante tutto il XIX e XX secolo è il nazionalismo il più potente catalizzatore di fenomeni di "sacralizzazione" della sfera politica: nel primo dopoguerra, l'elaborazione di una compiuta "religione politica" si rinviene quale tratto comune di sistemi politici totalitari, dittatoriali, come il fascismo di Benito Mussolini, il nazionalsocialismo di Adolf Hitler, e il coevo bolscevismo. Nel secondo dopoguerra il comunismo sovietico conobbe un "culto" incentrato sulla figura personale di Stalin, riadattato dopo la sua morte, ed esportato nelle varie forme di culto della personalità fiorite nei regimi totalitari comunisti del blocco sovietico europeo, dell'Asia, e dell'America Latina.

### Religione politica degli Stati Uniti d'America

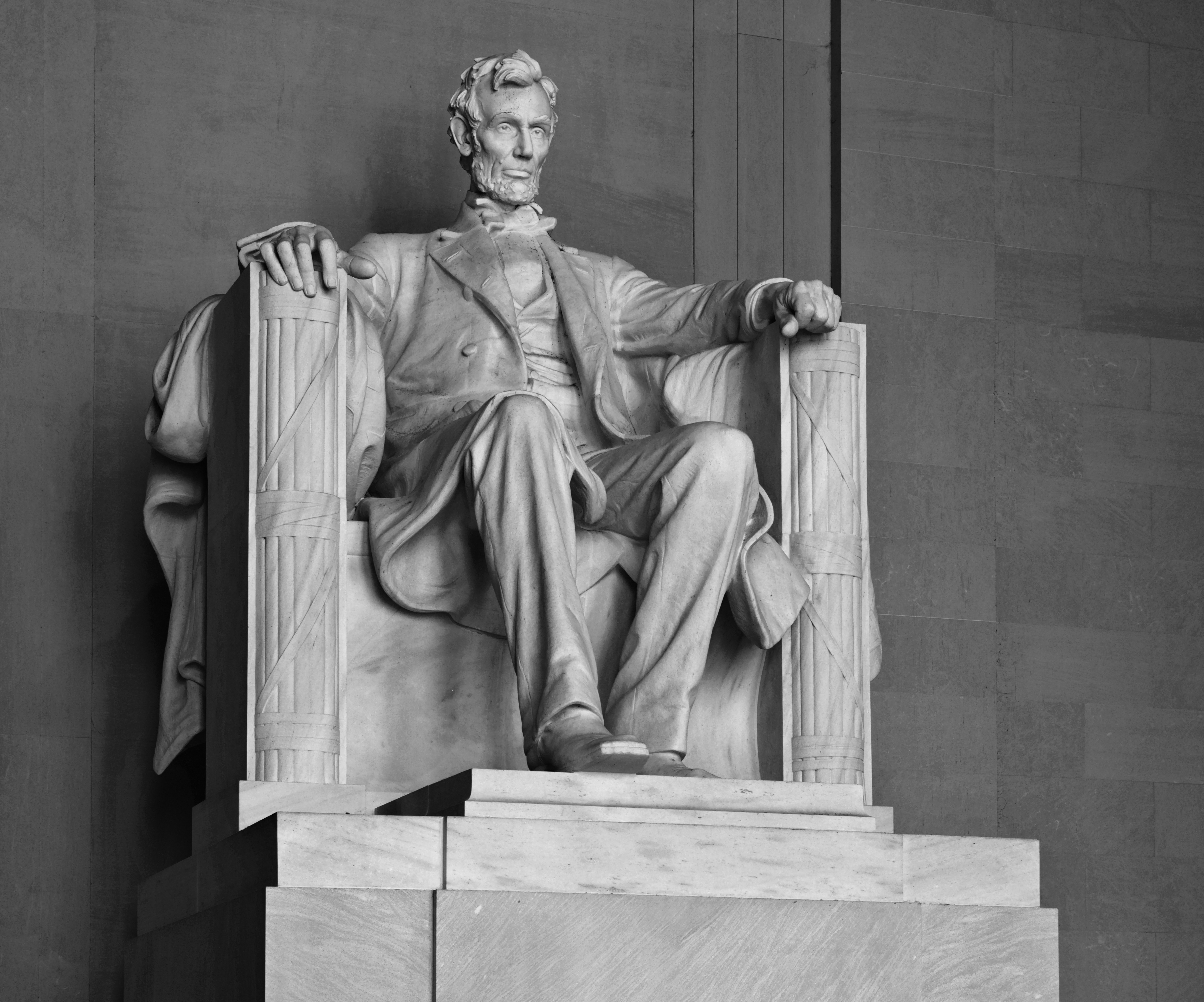
Il Lincoln Memorial

Un caso molto studiato è quello della politica degli Stati Uniti, la cui religione civile, inaugurata dalla rivoluzione americana, si nutre dell'aura sacrale che avvolge le figure dei grandi personaggi della storia statunitense, come i Padri Fondatori, Abraham Lincoln, Martin Luther King, e altri.
Di essa sono partecipi i sentimenti di venerazione rivolti a luoghi di memoria collettiva, oggetti, riti civili, assurti a profondo valore simbolico per il rafforzamento della coesione sociale e la legittimazione dell'identità nazionale: esempi ne sono il rito collettivo dell'intonazione dell'Inno nazionale, i sentimenti rivolti alla bandiera degli Stati Uniti, luoghi come il Lincoln Memorial e altri monumenti presidenziali.

### «Religioni civili» in Italia

#### Religiosità civile "popolare" secondo Bellah, Banfield e D'Agostino
Il caso italiano presenta elementi paradossali e peculiari, che Bellah provò a delineare in uno studio iniziato durante una sua venuta in Italia nel 1972: il suo approccio risiedeva nel tentativo di applicare il medesimo paradigma a un contesto sociologico come quello italiano, molto variegato e con differenze profonde rispetto a quello americano.
Attingendo alla terminologia musicale, Bellah utilizzò la metafora del "religious ground bass" (basso ostinato religioso, che è stato tradotto in italiano come "basso continuo religioso"-BCR). Si trattava di un termine che Bellah aveva coniato con riferimento a un diverso ambiente, quello della cultura giapponese, per definire quel fondo di religiosità popolare non riducibile alle religioni ufficiali del Giappone (Shintoismo e Buddismo) Il concetto serviva a Bellah per individuare e definire un sostrato di religiosità popolare, distinta da quella ufficiale, che si sviluppa nel profondo della società permeando la vita sociale con attenzione alle sue dimensioni più particolariste ("alla famiglia, al clan, ai gruppi di pseudo-parentela come la mafia, al villaggio, alla città, alla fazione e alla cricca"): la sonorità diffusa di questo sottofondo di religiosità incede ostinata e ripetitiva, mentre le teologie e le filosofie formali si incaricano di elevare la melodia ai registri musicali superiori. Il sottofondo, tuttavia, secondo Bellah, è in grado di sopravanzare e sopraffare le melodie eccelse intessute dal razionalismo dell'alta cultura italiana.
In questo quadro sociologico complesso, Bellah introduce altre quattro manifestazioni che egli individua nella religione civile degli italiani, che si affiancano al già citato "basso continuo religioso": 
- la religione legale: il cattolicesimo della Chiesa ufficiale, con status di religione di Stato fino al 1985, a cui il "basso continuo religioso" è in parte contrapposto e in parte integrato[10]
- il liberalismo;
- l'attivismo;
- il socialismo.

Oltre all'indagine condotta da Edward C. Banfield ed alla nozione sociologica, da lui introdotta, di familismo amorale, che caratterizza parte della società italiana, vanno ricordati gli studi compiuti da Federico D'Agostino, i quali hanno sostenuto la persistenza, nella cultura dell'Italia meridionale degli anni ottanta e novanta del Novecento, del sostrato del cattolicesimo popolare (il "basso continuo religioso"), resistente ai processi di modernizzazione.

#### Religioni civili "istituzionali" e politiche

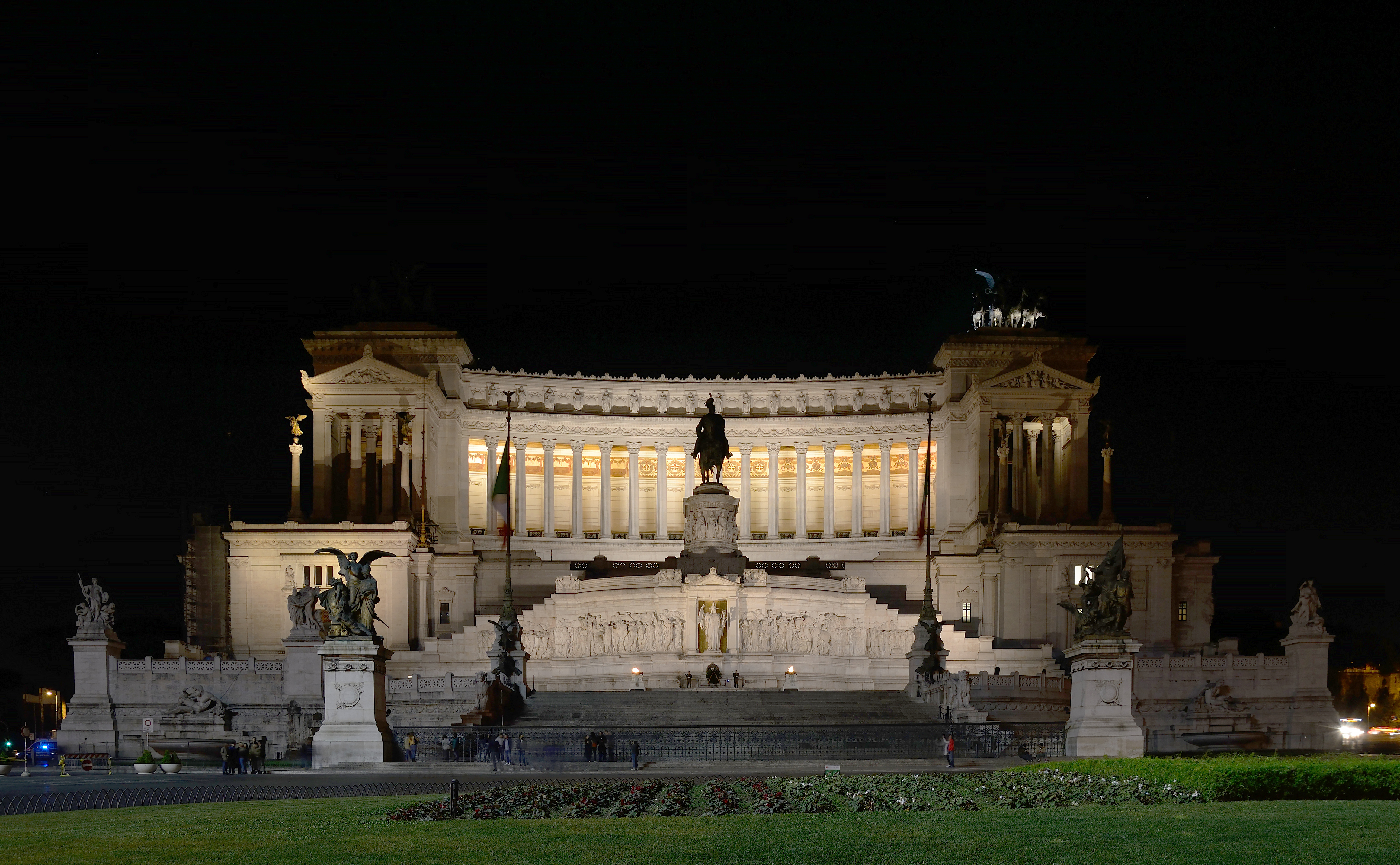
Il complesso del Vittoriano illuminato di notte

Tentativi istituzionali di religione civile ufficiale "laica" simile a quella americana o francese furono altresì elaborati in ambito patriottico o nazionalista: esempi importanti sono il culto del Milite Ignoto all'Altare della Patria nel complesso del Vittoriano a Roma, l'attiva promozione dell'inno nazionale Il Canto degli Italiani dai primi anni 2000, il culto postumo della personalità di Giuseppe Garibaldi, la forte celebrazione di Dante, e quella di Cesare Battisti in funzione irredentista durante il fascismo, la mistica fascista (sempre negli anni del Ventennio fascista), la guardia d'onore alle tombe dei re d'Italia Vittorio Emanuele II e Umberto I al Pantheon di Roma, e la mummificazione della salma di Mazzini nel 1872, riesumata nel 1946 onde esporla come simbolo repubblicano (tentativo poi abbandonato).